# ロバマン
『ロバマン』は、ラジオパーソナリティ吉田照美主演で、おバカ映画の巨匠河崎実が監督脚本した日本映画である。
2019年10月に先行公開され2020年1月10日からTOCANA配給で順次全国ロードショー。
2020年6月8日にDVDが発売。

## 概要
吉田照美の68（ロバ）歳を記念し、制作された特撮コメディ映画。吉田のニックネームであるロバをモチーフに、老年男でもヒーローになれること、老年のヒーロー像を描く。記者会見で吉田は「ライバルは『アベンジャーズ』です」とPRした。着想時点では予算都合上、30分の短編であったが、キャスティングを考えるとあまりにもったいないとクラウドファンディングで資金を集め68（ロバ）分の劇場用映画とした。
ラジオ番組共演者を中心にキャスティングされ、キャラクターデザインには加藤礼次朗を起用。主役のロバマンはスタッフ側の要望でエイトマンのモチーフが採用されている。
2019年10月6日、渋谷ユーロスペースで完成披露イベントを開催した。

## あらすじ
定年を過ぎ毎日やることのない吉村は、街で見かけた道義に反する行いや、ニュースとなった事故や事件が起きると、憂さを晴らすようにインターネット上に書き込み、ラジオに投稿することを楽しみにしていた。ラジオネーム「ロバマン」として投稿が読み上げられるときだけ、ヒーローの気持ちになるのであった。
そんなある日、吉村は空に浮かぶ謎の飛行物体に吸い込まれてしまう。中ではロバそっくりの宇宙人ロバート星人が、吉村を仲間だと勘違いし「迎えに来た」と呼びかけ「ロバマン」への変身能力を授けてしまう。スーパーパワーを得た吉村は歩きスマホ、タバコのポイ捨て、人気ラーメン店の行列に横入り、パワハラ上司、セクハラ上司、腐敗政治家など「自分の中の正義」を信じて、道徳に反する「悪」に制裁を加えていく。しかし活動を重ねていくと世間は「ロバマン」の行動に対し、賛否が真っ二つに分かれ、侃々諤々の世の中になってしまう。

## 登場人物
吉村 公三
演 ‐ 吉田照美
妻や娘から敬遠されている定年を迎えた68歳。ペンネームはロバマンとしての怒りを交えたラジオ投稿を趣味としていたが、現実は注意のできない小心者。ある日、散歩をしていた彼はUFOと遭遇し、ロバに似たロバート星人から仲間だと勘違いされ変身能力を得る。
ロバマン
吉村が変身した姿。腕輪型の蘇生装置でリフレッシュされ、人間離れした力を持つ。この世にはびこる「悪の波動」を大きな耳でキャッチし、鉄拳制裁を加える。ただし吉村の中での正義感を基に行動するため偏りがあり、その活動は正義とたたえる派閥と、ただの暴力と批判する派閥の分断を生んでしまう。活動可能時間は68分間。

オールナイト星人
演 ‐ 笑福亭鶴光
世間の分断を起こし、戦争をたくらむ宇宙人。部下からは統制官と呼ばれている。オールナイト光線を使う。
吉村みなみ
演 ‐ 小池美波
吉村の孫
ミユ　
演 ‐ 唐橋ユミ
オールナイト星人の右腕で情報担当。
吉村由美　
演 ‐ 熊谷真実
吉村の妻
タフマン　
演 ‐ 伊東四朗（特別出演）
ロバマンを助けにやってきた伝説の戦士。
中村愛
演 ‐ 中村愛
ロバマンを取材にやってきたテレビリポーター
なべやかん　
演 ‐ なべやかん
テレビ番組「なべやかんのおたすけマン」MC。
タブレット純　
演 ‐ タブレット純
エイトマンや鉄腕アトム、海底人8823、スーパージャイアンツに詳しいニュース番組のコメンテーター。
吉田照美　
演 ‐ HEY!たくちゃん
ラジオ番組「吉田照美のやる気チンチン」パーソナリティ。
アベ総理　
演 ‐ 福本ヒデ
料亭にいる政治家。
パワハラ上司　
演 ‐ 太田英明

令和おじさん　
演 ‐ 山本天心
料亭にいる政治家。
部下　
演 ‐ 川島ノリコ

水谷
演 ‐ 水谷加奈
「吉田照美のやる気チンチン」アシスタント
アロン　
演 ‐ 國本鐘建
オールナイト星人の命を受け、ロバマンをしとめるために地球にやってきたサングラスをかけた黒づくめのハンター
みうらじゅん　
演 ‐ みうらじゅん
ロバのパン屋に詳しい有名人。
湯川れい子　
演 ‐ 湯川れい子
ロバマンを肯定するニュース番組のコメンテーター。
コワモテの男
演 ‐ 村上一成
ラーメン店・中野藤丸の限定30敗の行列に横入りする男。
通行人
演 ‐ オテンキのり
UFOを見つけた吉村に絡まれる男
オールバックの男
演 ‐ 小林さとし
吸殻をポイ捨てする男
街頭インタビューされる男
演 ‐ トニー大木
ロバマンはアジアを目指すべきと力説する通行人。
詐欺師　
演 ‐ 丸屋久兵衛
銀行カード不正使用の電話をかけ、詐欺を働く男
月光仮面
演 ‐ 月光仮面（友情出演）
ロバマンにとってのヒーロー
- 倉沢しえり
- 谷口洋行
- 白石雅彦
- 岡田彩花
- 岩崎真奈
- リカヤ・スプナー

## 音楽
- 主題歌「ロバマンのうた」作詞：湯川れい子、作曲：伊秩弘将、編曲：佐久間誠（	Brand-New Music）[6]
- エンディングテーマ「明日（あした）へのバラード」作詞：湯川れい子、作曲：伊秩弘将、編曲：佐久間誠
  - 歌：吉田照美

## スタッフ
- 監督：河崎実
- 脚本：河崎実、木川明彦
- プロデューサー：河崎実
- 撮影：松尾誠、佐々木雅史
- 音声：相田義敦、塩田康一
- SE：川崎雄太
- 衣装：チバヤスヒロ
- ヘアメイク：田部井美穂
- 特殊造形：梶康伸
- キャラクターデザイン/タイトルロゴ：加藤礼次朗
- 編集：川崎雄太
- 音楽：石川修一、アサカコウギ
- ナレーター：秀島史香
- メイキング：川崎雄太
- 協力：ヤクルト、「月光仮面」（C）川内康範/宣弘社
- 製作プロダクション：リバートップ
- 制作：リバースエッジ
- 配給：TOCANA